# Франкско-моравские войны
Франкско-моравские войны — серия конфликтов между Восточно-Франкским королевством и Великой Моравией. Начались в 840-е годы и закончились подписанием соглашения о мире в 901 году.

## История конфликта

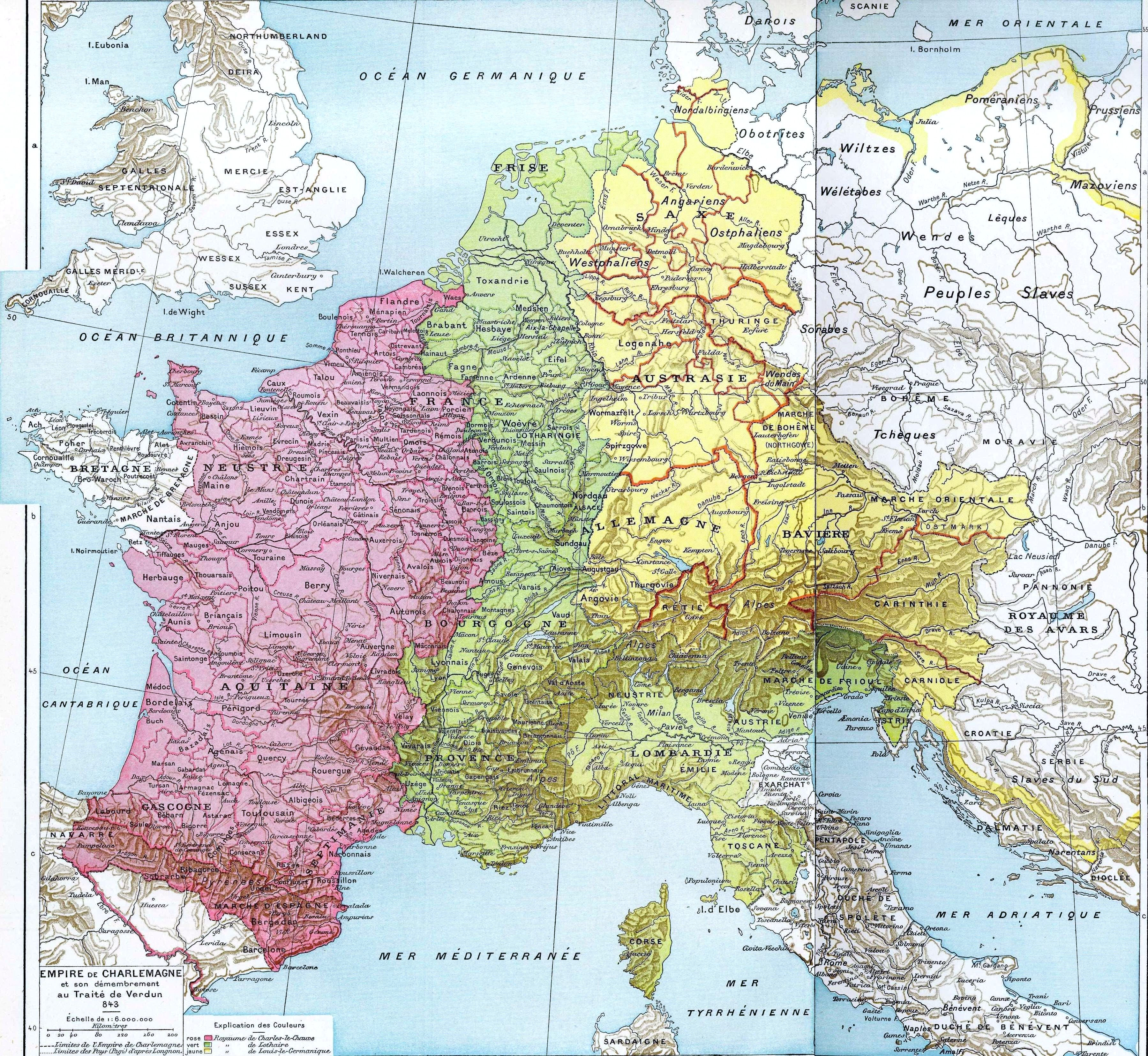
843 год. Жёлтым заштриховано Восточно-Франкское королевство. Жёлтой линией указаны зависимые от него земли

В 830-е годы возникла Великая Моравия. В эти годы Франкская империя ослабла, а затем и распалась. В 844—845 году правитель Восточно-Франкского королевства Людовик Немецкий начал систематические походы на земли славян, которые жили восточней его королевства. По словам автора «Фульдских анналов», в 845 году король помог в крещении «герцогу Богемии». В 846 году, обвинив Моймира I Моравского в измене, Людовик Немецкий вторгся в славянские земли. Свергнув Моймира, король Людовик князем Великой Моравии поставил Ростислава Моравского.

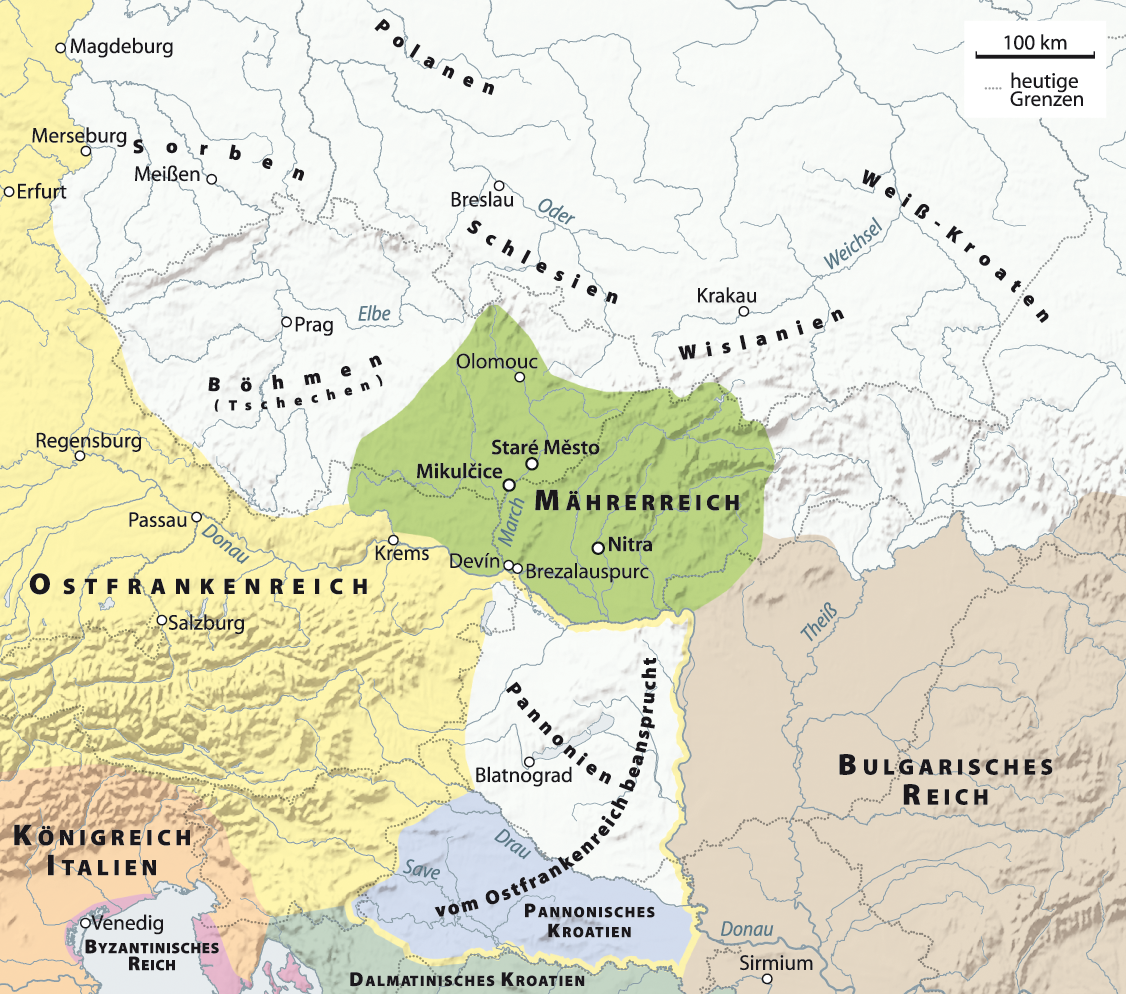
Великая Моравия при Моймире I (закрашена зелёным) и зависимые от Восточно-Франкского королевства земли в Паннонии (обведены жёлтой линией)

После того как в 855 году Ростислав присоединил к Великой Моравии земли между реками Дунай и Дыя, конфликт через 10 лет возобновился. Поход Людовика Немецкого ничего не достиг, напротив Ростислав разорил земли королевства. В 858 году Людовик Немецкий направил против Ростислава своего сына Карломана, но тот в 861 году заключил союз с Ростиславом и переподчинил себе Паннонию и Каринтию. В 863 году недовольный сыном Карломаном Людовик Немецкий к антиморавскому союзу решил привлечь болгар. При их помощи король в 863 году отобрал у сына Паннонию. В 864 году Людовик Немецкий осадил Ростислава в Девине и вынудил признать зависимость от франков.
В годы этой войны по приглашению Ростислава прибыли Кирилл и Мефодий и начали свою деятельность. Она встретила противодействие у восточно-франкского духовенства, рассматривавшего Восточную Моравию как часть своей церковной провинции
В 869 году Карломан организовал большой поход против славян: сербов, Великой Моравии Ростислава и Нитранского княжества, где правил племянник Ростислава Святополк. Карломану удалось заключить сепаратный мир с чехами и Святополком. В 870 году благодаря Святополку Карломан захватил Ростислава в плен. По договору между Святополком I и Карлманом Святополк I становился князем Великой Моравии, но признавал себя вассалом Карломана. Но в 871 году Святополк I был арестован и по слухам погиб. Территория Моравии была объявлена частью Восточной марки и передана в управление немецким графам Вильгельму II и Энгельшальку I. Славяне, подняв восстание и избрав нового правителя, изгнали противника. Немцы выпустили Святополка из тюрьмы и послали на подавление восстания. Но Святополк перешел на сторону мораван и разбил баварское войско. Став после этого правителем Великой Моравии, он вместе с чехами и сорбами продолжил войну. В 874 году в Форххайме Великая Моравия и Восточно-Франкское королевство подписали мир. Святополк I признавал себя вассалом Карломана и должен был платить дань
Мир 874 года был в большей степени выгоден Святополку I, чем Восточно-Франкское королевству. Пользуясь соглашением, правитель Великой Моравии подчинил себе многих славянских князей. Но созданная империя была рыхлым образованием, объединённым вокруг центра лишь военно-административными связями. Для укрепления государства Святополк I решил использовать «духовное родство» и паннонское архиепископство Мефодия. Деятельность Мефодия вновь вызвала недовольство и противодействие восточно-франкского духовенства.
В 882 году в Паннонской марке вспыхнула Вильгельминская война. Наследники погибших в 871 году в Моравии паннонских маркграфов Вильгельма II и Энгельшалка I подняли восстание против нового правителя — Арибо. Святополк поддержал Арибо, а Арнульф Каринтийский — Вильгельминов. В 884 году император Карл Толстый признал Арибо маркграфом, а Святополк вновь принёс ленную присягу правителю Восточно-Франкского королевства.
В 887 году Арульф был провозглашен королём Восточно-Франконского государства. Первоначально он поддерживал мирные отношения с Великой Моравией и даже сделал определённые уступки. В обмен на это Святополк признал себя вассалом Анульфа. Но уже вскоре начался новый конфликт, в который в 892—893 немцы решили привлечь разных союзников, в том числе мадьяров (венгров).

Великая Моравия в конце правления Святополка I. 890-е годы

Святополку удалось отбить нападение, но в 894 году он умер, и Великоморавская держава ослабла. Святополк I разделил государство между своими сыновьями: старший сын Моймир II получил Моравию, а Святополк II получил Нитранское княжество. Но братья начали враждовать друг с другом. Святополка II поддержал Арнульф. В 895 году от Великой Моравии отпала Чехия, в 897 году — полабские сорбы, а Блатенское княжество было захвачено восточно-франкским феодалами. Моймир II, выступив в 896 году против Чехии, смог ненадолго взять контроль над Восточной маркой, но уже вскоре его утратил.
В 899 году Арнульф умер, и новым королём Восточно-Франкского государства стал Людовик Дитя. В 900 году франкские феодалы вместе с чехами совершили поход на Моравию. В 901 году Великая Моравия и Восточно-Франкское королевство, опасаясь венгерской угрозы, заключили мир.

## Комментарии
1. ↑  В средние века Богемией называли территорию Чехии, но на 845 год княжество Чехия подчинялось Великой Моравии и возможно, что с титулом герцог речь идёт о Моравии
2. ↑  Так Саксонский анналист 890 годом датирует уступку Богемии[10]
3. ↑  Источники зафиксировали, что в 862 году венгры воевали против Восточно-Франкского королевства, в 881 году осаждали Вену[11] Вероятно, что первоначально отдельные отряды мадьяр воевали на стороне Великой Моравии и лишь в 892 году Арнульфу году удалось их сделать своими союзниками